# Napothera marmorata
Napothera marmorata е вид птица от семейство Pellorneidae.

## Разпространение и местообитание
Видът е разпространен в субтропичните и тропически влажни равнинни и планински гори на Малайския полуостров и в планините Барисан на Суматра.